# John Abizaid
John Philip Abizaid (ur. 1 kwietnia 1951 w Coleville w stanie Kalifornia) – amerykański dowódca wojskowy arabskiego pochodzenia, emerytowany generał, naczelny dowódca CENTCOM-u (Centralnego Dowództwa Sił Zbrojnych USA) w latach 2003–2007.

## Życiorys
John Abizaid urodził się 1 kwietnia 1951 roku w maronickiej rodzinie o libańsko-palestyńskich korzeniach. Ukończył m.in. Akademię Wojskową Stanów Zjednoczonych w West Point w 1973 roku, studia podyplomowe na Uniwersytecie Harwarda oraz studiował filologię arabską na Uniwersytecie Jordańskim w Ammanie.
Gen. Abizaid karierę zawodową rozpoczął w 504 Pułku Piechoty Spadochronowej w Fort Bragg, gdzie służył jako strzelec i dowódca plutonu zwiadu. Dowodził kompanią rangersów podczas inwazji na Grenadę w 1983 roku. Był również oficerem operacyjnym UNTSO w Libanie. Następnie dowodził 3 batalionem, 325 Pułku Spadochronowego, stacjonującym we włoskiej Vinzency, który podczas kryzysu w Zatoce Perskiej w 1991 roku został rozmieszczony w północnym Iraku, aby chronić Kurdów. Dowodził również 504 Pułkiem Powietrznodesantowym z 82 Dywizji Powietrznodesantowej. Ponadto pełnił funkcję zastępcy dowódcy 1 Dywizji Pancernej, służącej w Bośni i Hercegowinie. Po zakończeniu misji został 66 komendantem Akademii Wojskowej Stanów Zjednoczonych w West Point. Później objął dowództwo 1 Dywizji Piechoty, w niemieckim Würzburgu, stanowiącej pierwszy rzut sił USA w Kosowie. Służył jako zastępca przewodniczącego Kolegium Szefów Połączonych Sztabów podczas operacji Iraqi Freedom. W 2003 roku stanął na czele Centralnego Dowództwa Sił Zbrojnych Stanów Zjednoczonych, zastępując gen. Tommy’ego Franksa. Odtąd był odpowiedzialny za strategię wojskową i wspólne działania na Bliskim Wschodzie, w Rogu Afryki i Azji Środkowej. W dniu 16 marca 2007 roku, gen. Abizaid przekazał swoje stanowisko admirałowi Williamowi J. Fallonowi.
Po przejściu w stan spoczynku podjął pracę wykładowcy na Uniwersytecie Stanforda i Harvard’s Kennedy School of Government. Jest członkiem Rady ds. Stosunków Zagranicznych i Międzynarodowego Instytutu Studiów Strategicznych oraz pełni funkcję dyrektora Fundacji George’a Olmsteda i USAA. John Abizaid nadal służy w West Point, gdzie jest przewodniczącym Centrum Zwalczania Terroryzmu.

## Odznaczenia
- Combat Infantry Badge
- Master Parachutist Badge
- Office of the Joint Chiefs of Staff Identification Badge
- Army Staff Identification Badge
- Defense Distinguished Service Medal – trzykrotnie
- Distinguished Service Medal
- Defense Superior Service Medal
- Legia Zasługi – sześciokrotnie
- Brązowa Gwiazda
- Defense Meritorious Service Medal
- Meritorious Service Medal – czterokrotnie
- Army Commendation Medal – trzykrotnie
- Army Achievement Medal
- Joint Meritorious Unit Award
- Valorous Unit Award
- Army Superior Unit Award
- National Defense Service Medal – dwukrotnie
- Armed Forces Expeditionary Medal
- Southwest Asia Service Medal
- Medal Za kampanię w Kosowie
- Global War on Terrorism Expeditionary Medal
- Global War on Terrorism Service Medal
- Armed Forces Service Medal
- Humanitarian Service Medal
- Army Service Ribbon
- Army Overseas Service Ribbon
- Medal ONZ w Służbie Pokoju UNTSO
- Medal NATO za misje w byłej Jugosławii
- Ranger Tab
- 75 Ranger Regiment Shoulder Sleeve Insignia
- Honorowy Oficer Orderu Australii (2007, Australia)[1]
- Medal Wyzwolenia Kuwejtu (Kuwait Liberation Medal, Kuwejt)
- Krzyż Zasługi I Klasy Orderu Zasługi RFN (Niemcy)
- Krzyż Honoru Bundeswehry w Złocie (Niemcy)
- Odznaka Skoczka Spadochronowego (Fallschirmspringerabzeichen, Niemcy)